# Silberpfennig (Berg)
Der Silberpfennig ist ein rund 5,5 km westlich von Böckstein befindlicher 2600 m ü. A. hoher, markanter Gipfel in der Goldberggruppe der Hohen Tauern, an der Gemeindegrenze zwischen Bad Hofgastein und Bad Gastein, knapp östlich der Grenze zu Rauris. Er hat seinen Namen nach dem früheren Silberbergbau. Sein Steilabbruch nach Nordosten zum Angertal heißt „Lange Wand“. Vermutlich aufgrund dieses steilen Abfalles war der Bergbau zur Römerzeit von Süden aus durch eine Fahrstraße über den Mallnitzer Tauern erschlossen.